# Mayte Martínez

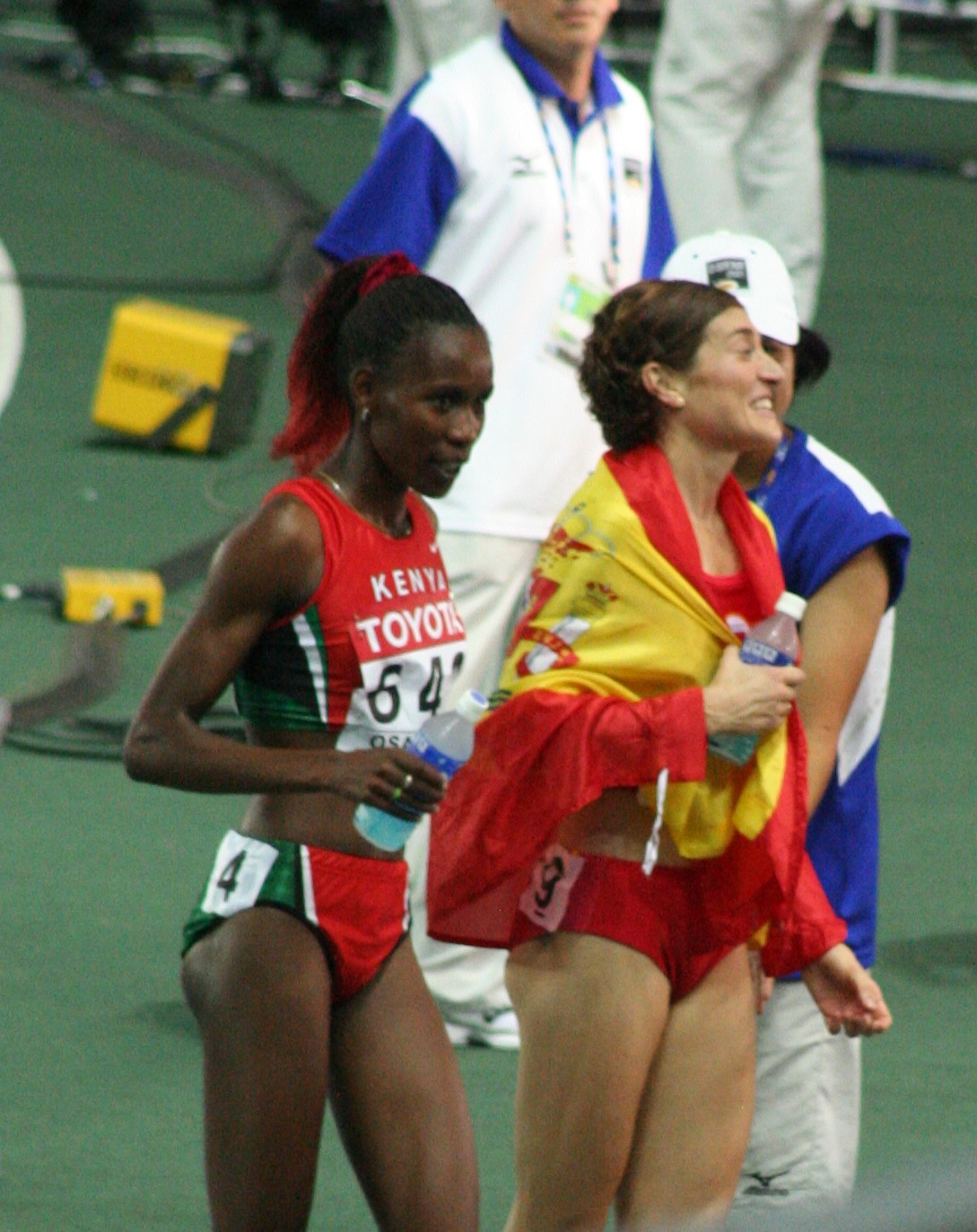
Mayte Martínez, celebrando la medalla de bronce del Mundial 2007, en Osaka.

María Teresa ("Mayte") Martínez Jiménez (Valladolid, 17 de mayo de 1976) es una exatleta española especialista en los 800 metros. 
Considerada como una de las mejores atletas españolas de la historia, ha sido 17 veces campeona de España absoluta, 9 veces al aire libre (2000-2001-2002-2004-2005-2006-2007-2009-2010) y otras 8 en pista cubierta (2001-2002-2003-2004-2005-2006-2007-2008). También es la vigente plusmarquista nacional de 800 metros y 1000 metros en pista cubierta y de 1000 metros al aire libre. Ha conseguido relevantes resultados en la prueba de 800 metros en competiciones internacionales al aire libre, destacando 2 subcampeonatos de Europa y 2 medallas de bronce en Campeonatos del Mundo. Ha sido internacional 37 veces.
Fue galardonada con Premio Nacional del Deporte a la mejor deportista del año 2007, y obtuvo la Medalla de Plata de la Real Orden del Mérito Deportivo en el año 2008.

## Carrera atlética
En 1993 se proclamó campeona de España junior de los 800 metros.
Su salto a la élite se produjo en 2000, cuando se proclamó por primera vez campeona de España absoluta tanto en pista cubierta como al aire libre, y participó en los Juegos Olímpicos de Sídney, donde llegó a semifinales.
En 2001 participó en sus primeros Campeonatos del Mundo al aire libre en Edmonton, donde se clasificó para la final, obteniendo la 7.ª posición.
Su mayor éxito llegaría en 2002, cuando consiguió la medalla de plata en los Campeonatos de Europa al aire libre de Múnich, donde solo fue superada por la eslovena Jolanda Ceplak.
Pocas semanas después durante la reunión atlética Weltklasse de Zúrich logró batir su marca personal en los 800 metros con 1:58,29, que lo fue hasta el campeonato mundial de Osaka 2007. También ese año fue 2.ª en la Copa del Mundo de Madrid, por detrás de la mozambiqueña María Mutola.
En marzo de 2003 obtuvo otro de sus mayores éxitos al ganar el bronce en los Campeonatos del Mundo en pista cubierta de Birmingham, por detrás de Maria Mutola y de la austríaca Stephanie Graf. Además en esa carrera batió su propio récord de España con 1:59,53.
Participó en sus segundos Juegos Olímpicos en Atenas 2004, donde, pese a tener grandes expectativas no logró pasar de las semifinales.
En el Campeonato Europeo de Atletismo en Pista Cubierta de 2005, celebrado en Madrid, obtuvo la medalla de plata tras la rusa Larisa Chzhao. Ya en el verano, fue 5.ª en los Campeonatos del Mundo al aire libre de Helsinki.
En 2006 volvió a disputar una final, esta vez en los Campeonatos de Europa al aire libre de Gotemburgo, acabando séptima.
En los Campeonatos del Mundo de Osaka 2007 terminó 3.ª, ganando así la medalla de bronce con un tiempo de 1:57,62, su mejor marca personal.
No pudo competir en los Juegos Olímpicos de Pekín 2008 debido a una fascitis plantar por la que tuvo que ser intervenida quirúrgicamente dos veces durante el año 2008.
En 2009 consigue en Barcelona su octavo título de campeona de España en el 800 m. En 2010 gana también el Campeonato de España en Gijón, pero esta vez en la prueba de 400 metros.
Estaba entrenada por Juan Carlos Granado, que además era su marido.
En septiembre de 2012, tras varios problemas con las lesiones, anunció su retirada de la alta competición deportiva. En la actualidad se dedica a la política, siendo concejal en el Ayuntamiento de Valladolid por el Partido Popular.

## Competiciones internacionales
| Representando a España \| Año \| Competición \| Sede \| Puesto \| Prueba \| Marca \| \| ---- \| -------------------------------------- \| -------------- \| ----------------- \| --------- \| ------------ \| \| 1994 \| Campeonato del Mundo Júnior \| Lisboa \| 11.º (sf.) \| 800 m \| 2:07.00 \| \| 1995 \| Campeonato de Europa Júnior \| Nyíregyháza \| 6.º \| 800 m \| 2:05.00 \| \| 2000 \| Campeonato Iberoamericano \| Río de Janeiro \| Medalla de plata \| 800 m \| 2:04.02 \| \| 2000 \| Juegos Olímpicos \| Sídney \| 15.º (sf.) \| 800 m \| 2:03.27[n 1] \| \| 2000 \| Juegos Olímpicos \| Sídney \| 17.º (s.) \| 4 × 400 m \| 3:32.45 \| \| 2001 \| Campeonato del Mundo en pista cubierta \| Lisboa \| 18.º (s.) \| 800 m \| 2:08.91 \| \| 2001 \| Campeonato del Mundo \| Edmonton \| 7.º \| 800 m \| 2:00.09 \| \| 2002 \| Campeonato de Europa en pista cubierta \| Viena \| 4.º \| 800 m \| 2:01.50 \| \| 2002 \| Campeonato de Europa \| Múnich \| Medalla de plata \| 800 m \| 1:58.86 \| \| 2002 \| Campeonato de Europa \| Múnich \| 10.º (s.) \| 4 × 400 m \| 3:37.08 \| \| 2002 \| Copa del Mundo \| Madrid \| 2.º \| 800 m \| 1:59.24 \| \| 2002 \| Copa del Mundo \| Madrid \| 7.º \| 4 × 400 m \| 3:36.50 \| \| 2003 \| Campeonato del Mundo en pista cubierta \| Birmingham \| Medalla de bronce \| 800 m \| 1:59.53 \| \| 2003 \| Copa de Europa \| Florencia \| 3.º \| 800 m \| 2:01.63 \| \| 2004 \| Campeonato del Mundo en pista cubierta \| Budapest \| 4.º (sf.) \| 800 m \| 2:01.06 \| \| 2004 \| Campeonato Iberoamericano \| Huelva \| Medalla de plata \| 800 m \| 2:01.39 \| \| 2004 \| Juegos Olímpicos \| Atenas \| 23.º (sf.) \| 800 m \| 2:03.30 \| \| 2005 \| Campeonato de Europa en pista cubierta \| Madrid \| Medalla de plata \| 800 m \| 2:00.52 \| \| 2005 \| Juegos Mediterráneos \| Almería \| 4.º \| 400 m \| 53.73 \| \| 2005 \| Juegos Mediterráneos \| Almería \| Medalla de oro \| 4 × 400 m \| 3:31.45 \| \| 2005 \| Campeonato del Mundo \| Helsinki \| 5.º \| 800 m \| 1:59.99 \| \| 2006 \| Copa de Europa \| Málaga \| 3.º \| 800 m \| 2:04.16 \| \| 2006 \| Campeonato de Europa \| Gotemburgo \| 7.º \| 800 m \| 2:00.10 \| \| 2007 \| Campeonato de Europa en pista cubierta \| Birmingham \| 5.º \| 1500 m \| 4:09.18 \| \| 2007 \| Copa de Europa \| Múnich \| 4.º \| 800 m \| 2:01.22 \| \| 2007 \| Campeonato del Mundo \| Osaka \| Medalla de bronce \| 800 m \| 1:57.62 \| \| 2008 \| Campeonato del Mundo en pista cubierta \| Valencia \| 4.º \| 800 m \| 2:03.15 \| \| 2009 \| Campeonato del Mundo \| Berlín \| 7.º \| 800 m \| 1:58.81 \| \| 2010 \| Campeonato de Europa \| Barcelona \| 7.º \| 800 m \| 1:59.97 \| | Representando a España \| Año \| Competición \| Sede \| Puesto \| Prueba \| Marca \| \| ---- \| -------------------------------------- \| -------------- \| ----------------- \| --------- \| ------------ \| \| 1994 \| Campeonato del Mundo Júnior \| Lisboa \| 11.º (sf.) \| 800 m \| 2:07.00 \| \| 1995 \| Campeonato de Europa Júnior \| Nyíregyháza \| 6.º \| 800 m \| 2:05.00 \| \| 2000 \| Campeonato Iberoamericano \| Río de Janeiro \| Medalla de plata \| 800 m \| 2:04.02 \| \| 2000 \| Juegos Olímpicos \| Sídney \| 15.º (sf.) \| 800 m \| 2:03.27[n 1] \| \| 2000 \| Juegos Olímpicos \| Sídney \| 17.º (s.) \| 4 × 400 m \| 3:32.45 \| \| 2001 \| Campeonato del Mundo en pista cubierta \| Lisboa \| 18.º (s.) \| 800 m \| 2:08.91 \| \| 2001 \| Campeonato del Mundo \| Edmonton \| 7.º \| 800 m \| 2:00.09 \| \| 2002 \| Campeonato de Europa en pista cubierta \| Viena \| 4.º \| 800 m \| 2:01.50 \| \| 2002 \| Campeonato de Europa \| Múnich \| Medalla de plata \| 800 m \| 1:58.86 \| \| 2002 \| Campeonato de Europa \| Múnich \| 10.º (s.) \| 4 × 400 m \| 3:37.08 \| \| 2002 \| Copa del Mundo \| Madrid \| 2.º \| 800 m \| 1:59.24 \| \| 2002 \| Copa del Mundo \| Madrid \| 7.º \| 4 × 400 m \| 3:36.50 \| \| 2003 \| Campeonato del Mundo en pista cubierta \| Birmingham \| Medalla de bronce \| 800 m \| 1:59.53 \| \| 2003 \| Copa de Europa \| Florencia \| 3.º \| 800 m \| 2:01.63 \| \| 2004 \| Campeonato del Mundo en pista cubierta \| Budapest \| 4.º (sf.) \| 800 m \| 2:01.06 \| \| 2004 \| Campeonato Iberoamericano \| Huelva \| Medalla de plata \| 800 m \| 2:01.39 \| \| 2004 \| Juegos Olímpicos \| Atenas \| 23.º (sf.) \| 800 m \| 2:03.30 \| \| 2005 \| Campeonato de Europa en pista cubierta \| Madrid \| Medalla de plata \| 800 m \| 2:00.52 \| \| 2005 \| Juegos Mediterráneos \| Almería \| 4.º \| 400 m \| 53.73 \| \| 2005 \| Juegos Mediterráneos \| Almería \| Medalla de oro \| 4 × 400 m \| 3:31.45 \| \| 2005 \| Campeonato del Mundo \| Helsinki \| 5.º \| 800 m \| 1:59.99 \| \| 2006 \| Copa de Europa \| Málaga \| 3.º \| 800 m \| 2:04.16 \| \| 2006 \| Campeonato de Europa \| Gotemburgo \| 7.º \| 800 m \| 2:00.10 \| \| 2007 \| Campeonato de Europa en pista cubierta \| Birmingham \| 5.º \| 1500 m \| 4:09.18 \| \| 2007 \| Copa de Europa \| Múnich \| 4.º \| 800 m \| 2:01.22 \| \| 2007 \| Campeonato del Mundo \| Osaka \| Medalla de bronce \| 800 m \| 1:57.62 \| \| 2008 \| Campeonato del Mundo en pista cubierta \| Valencia \| 4.º \| 800 m \| 2:03.15 \| \| 2009 \| Campeonato del Mundo \| Berlín \| 7.º \| 800 m \| 1:58.81 \| \| 2010 \| Campeonato de Europa \| Barcelona \| 7.º \| 800 m \| 1:59.97 \| | Representando a España \| Año \| Competición \| Sede \| Puesto \| Prueba \| Marca \| \| ---- \| -------------------------------------- \| -------------- \| ----------------- \| --------- \| ------------ \| \| 1994 \| Campeonato del Mundo Júnior \| Lisboa \| 11.º (sf.) \| 800 m \| 2:07.00 \| \| 1995 \| Campeonato de Europa Júnior \| Nyíregyháza \| 6.º \| 800 m \| 2:05.00 \| \| 2000 \| Campeonato Iberoamericano \| Río de Janeiro \| Medalla de plata \| 800 m \| 2:04.02 \| \| 2000 \| Juegos Olímpicos \| Sídney \| 15.º (sf.) \| 800 m \| 2:03.27[n 1] \| \| 2000 \| Juegos Olímpicos \| Sídney \| 17.º (s.) \| 4 × 400 m \| 3:32.45 \| \| 2001 \| Campeonato del Mundo en pista cubierta \| Lisboa \| 18.º (s.) \| 800 m \| 2:08.91 \| \| 2001 \| Campeonato del Mundo \| Edmonton \| 7.º \| 800 m \| 2:00.09 \| \| 2002 \| Campeonato de Europa en pista cubierta \| Viena \| 4.º \| 800 m \| 2:01.50 \| \| 2002 \| Campeonato de Europa \| Múnich \| Medalla de plata \| 800 m \| 1:58.86 \| \| 2002 \| Campeonato de Europa \| Múnich \| 10.º (s.) \| 4 × 400 m \| 3:37.08 \| \| 2002 \| Copa del Mundo \| Madrid \| 2.º \| 800 m \| 1:59.24 \| \| 2002 \| Copa del Mundo \| Madrid \| 7.º \| 4 × 400 m \| 3:36.50 \| \| 2003 \| Campeonato del Mundo en pista cubierta \| Birmingham \| Medalla de bronce \| 800 m \| 1:59.53 \| \| 2003 \| Copa de Europa \| Florencia \| 3.º \| 800 m \| 2:01.63 \| \| 2004 \| Campeonato del Mundo en pista cubierta \| Budapest \| 4.º (sf.) \| 800 m \| 2:01.06 \| \| 2004 \| Campeonato Iberoamericano \| Huelva \| Medalla de plata \| 800 m \| 2:01.39 \| \| 2004 \| Juegos Olímpicos \| Atenas \| 23.º (sf.) \| 800 m \| 2:03.30 \| \| 2005 \| Campeonato de Europa en pista cubierta \| Madrid \| Medalla de plata \| 800 m \| 2:00.52 \| \| 2005 \| Juegos Mediterráneos \| Almería \| 4.º \| 400 m \| 53.73 \| \| 2005 \| Juegos Mediterráneos \| Almería \| Medalla de oro \| 4 × 400 m \| 3:31.45 \| \| 2005 \| Campeonato del Mundo \| Helsinki \| 5.º \| 800 m \| 1:59.99 \| \| 2006 \| Copa de Europa \| Málaga \| 3.º \| 800 m \| 2:04.16 \| \| 2006 \| Campeonato de Europa \| Gotemburgo \| 7.º \| 800 m \| 2:00.10 \| \| 2007 \| Campeonato de Europa en pista cubierta \| Birmingham \| 5.º \| 1500 m \| 4:09.18 \| \| 2007 \| Copa de Europa \| Múnich \| 4.º \| 800 m \| 2:01.22 \| \| 2007 \| Campeonato del Mundo \| Osaka \| Medalla de bronce \| 800 m \| 1:57.62 \| \| 2008 \| Campeonato del Mundo en pista cubierta \| Valencia \| 4.º \| 800 m \| 2:03.15 \| \| 2009 \| Campeonato del Mundo \| Berlín \| 7.º \| 800 m \| 1:58.81 \| \| 2010 \| Campeonato de Europa \| Barcelona \| 7.º \| 800 m \| 1:59.97 \| | Representando a España \| Año \| Competición \| Sede \| Puesto \| Prueba \| Marca \| \| ---- \| -------------------------------------- \| -------------- \| ----------------- \| --------- \| ------------ \| \| 1994 \| Campeonato del Mundo Júnior \| Lisboa \| 11.º (sf.) \| 800 m \| 2:07.00 \| \| 1995 \| Campeonato de Europa Júnior \| Nyíregyháza \| 6.º \| 800 m \| 2:05.00 \| \| 2000 \| Campeonato Iberoamericano \| Río de Janeiro \| Medalla de plata \| 800 m \| 2:04.02 \| \| 2000 \| Juegos Olímpicos \| Sídney \| 15.º (sf.) \| 800 m \| 2:03.27[n 1] \| \| 2000 \| Juegos Olímpicos \| Sídney \| 17.º (s.) \| 4 × 400 m \| 3:32.45 \| \| 2001 \| Campeonato del Mundo en pista cubierta \| Lisboa \| 18.º (s.) \| 800 m \| 2:08.91 \| \| 2001 \| Campeonato del Mundo \| Edmonton \| 7.º \| 800 m \| 2:00.09 \| \| 2002 \| Campeonato de Europa en pista cubierta \| Viena \| 4.º \| 800 m \| 2:01.50 \| \| 2002 \| Campeonato de Europa \| Múnich \| Medalla de plata \| 800 m \| 1:58.86 \| \| 2002 \| Campeonato de Europa \| Múnich \| 10.º (s.) \| 4 × 400 m \| 3:37.08 \| \| 2002 \| Copa del Mundo \| Madrid \| 2.º \| 800 m \| 1:59.24 \| \| 2002 \| Copa del Mundo \| Madrid \| 7.º \| 4 × 400 m \| 3:36.50 \| \| 2003 \| Campeonato del Mundo en pista cubierta \| Birmingham \| Medalla de bronce \| 800 m \| 1:59.53 \| \| 2003 \| Copa de Europa \| Florencia \| 3.º \| 800 m \| 2:01.63 \| \| 2004 \| Campeonato del Mundo en pista cubierta \| Budapest \| 4.º (sf.) \| 800 m \| 2:01.06 \| \| 2004 \| Campeonato Iberoamericano \| Huelva \| Medalla de plata \| 800 m \| 2:01.39 \| \| 2004 \| Juegos Olímpicos \| Atenas \| 23.º (sf.) \| 800 m \| 2:03.30 \| \| 2005 \| Campeonato de Europa en pista cubierta \| Madrid \| Medalla de plata \| 800 m \| 2:00.52 \| \| 2005 \| Juegos Mediterráneos \| Almería \| 4.º \| 400 m \| 53.73 \| \| 2005 \| Juegos Mediterráneos \| Almería \| Medalla de oro \| 4 × 400 m \| 3:31.45 \| \| 2005 \| Campeonato del Mundo \| Helsinki \| 5.º \| 800 m \| 1:59.99 \| \| 2006 \| Copa de Europa \| Málaga \| 3.º \| 800 m \| 2:04.16 \| \| 2006 \| Campeonato de Europa \| Gotemburgo \| 7.º \| 800 m \| 2:00.10 \| \| 2007 \| Campeonato de Europa en pista cubierta \| Birmingham \| 5.º \| 1500 m \| 4:09.18 \| \| 2007 \| Copa de Europa \| Múnich \| 4.º \| 800 m \| 2:01.22 \| \| 2007 \| Campeonato del Mundo \| Osaka \| Medalla de bronce \| 800 m \| 1:57.62 \| \| 2008 \| Campeonato del Mundo en pista cubierta \| Valencia \| 4.º \| 800 m \| 2:03.15 \| \| 2009 \| Campeonato del Mundo \| Berlín \| 7.º \| 800 m \| 1:58.81 \| \| 2010 \| Campeonato de Europa \| Barcelona \| 7.º \| 800 m \| 1:59.97 \| | Representando a España \| Año \| Competición \| Sede \| Puesto \| Prueba \| Marca \| \| ---- \| -------------------------------------- \| -------------- \| ----------------- \| --------- \| ------------ \| \| 1994 \| Campeonato del Mundo Júnior \| Lisboa \| 11.º (sf.) \| 800 m \| 2:07.00 \| \| 1995 \| Campeonato de Europa Júnior \| Nyíregyháza \| 6.º \| 800 m \| 2:05.00 \| \| 2000 \| Campeonato Iberoamericano \| Río de Janeiro \| Medalla de plata \| 800 m \| 2:04.02 \| \| 2000 \| Juegos Olímpicos \| Sídney \| 15.º (sf.) \| 800 m \| 2:03.27[n 1] \| \| 2000 \| Juegos Olímpicos \| Sídney \| 17.º (s.) \| 4 × 400 m \| 3:32.45 \| \| 2001 \| Campeonato del Mundo en pista cubierta \| Lisboa \| 18.º (s.) \| 800 m \| 2:08.91 \| \| 2001 \| Campeonato del Mundo \| Edmonton \| 7.º \| 800 m \| 2:00.09 \| \| 2002 \| Campeonato de Europa en pista cubierta \| Viena \| 4.º \| 800 m \| 2:01.50 \| \| 2002 \| Campeonato de Europa \| Múnich \| Medalla de plata \| 800 m \| 1:58.86 \| \| 2002 \| Campeonato de Europa \| Múnich \| 10.º (s.) \| 4 × 400 m \| 3:37.08 \| \| 2002 \| Copa del Mundo \| Madrid \| 2.º \| 800 m \| 1:59.24 \| \| 2002 \| Copa del Mundo \| Madrid \| 7.º \| 4 × 400 m \| 3:36.50 \| \| 2003 \| Campeonato del Mundo en pista cubierta \| Birmingham \| Medalla de bronce \| 800 m \| 1:59.53 \| \| 2003 \| Copa de Europa \| Florencia \| 3.º \| 800 m \| 2:01.63 \| \| 2004 \| Campeonato del Mundo en pista cubierta \| Budapest \| 4.º (sf.) \| 800 m \| 2:01.06 \| \| 2004 \| Campeonato Iberoamericano \| Huelva \| Medalla de plata \| 800 m \| 2:01.39 \| \| 2004 \| Juegos Olímpicos \| Atenas \| 23.º (sf.) \| 800 m \| 2:03.30 \| \| 2005 \| Campeonato de Europa en pista cubierta \| Madrid \| Medalla de plata \| 800 m \| 2:00.52 \| \| 2005 \| Juegos Mediterráneos \| Almería \| 4.º \| 400 m \| 53.73 \| \| 2005 \| Juegos Mediterráneos \| Almería \| Medalla de oro \| 4 × 400 m \| 3:31.45 \| \| 2005 \| Campeonato del Mundo \| Helsinki \| 5.º \| 800 m \| 1:59.99 \| \| 2006 \| Copa de Europa \| Málaga \| 3.º \| 800 m \| 2:04.16 \| \| 2006 \| Campeonato de Europa \| Gotemburgo \| 7.º \| 800 m \| 2:00.10 \| \| 2007 \| Campeonato de Europa en pista cubierta \| Birmingham \| 5.º \| 1500 m \| 4:09.18 \| \| 2007 \| Copa de Europa \| Múnich \| 4.º \| 800 m \| 2:01.22 \| \| 2007 \| Campeonato del Mundo \| Osaka \| Medalla de bronce \| 800 m \| 1:57.62 \| \| 2008 \| Campeonato del Mundo en pista cubierta \| Valencia \| 4.º \| 800 m \| 2:03.15 \| \| 2009 \| Campeonato del Mundo \| Berlín \| 7.º \| 800 m \| 1:58.81 \| \| 2010 \| Campeonato de Europa \| Barcelona \| 7.º \| 800 m \| 1:59.97 \| | Representando a España \| Año \| Competición \| Sede \| Puesto \| Prueba \| Marca \| \| ---- \| -------------------------------------- \| -------------- \| ----------------- \| --------- \| ------------ \| \| 1994 \| Campeonato del Mundo Júnior \| Lisboa \| 11.º (sf.) \| 800 m \| 2:07.00 \| \| 1995 \| Campeonato de Europa Júnior \| Nyíregyháza \| 6.º \| 800 m \| 2:05.00 \| \| 2000 \| Campeonato Iberoamericano \| Río de Janeiro \| Medalla de plata \| 800 m \| 2:04.02 \| \| 2000 \| Juegos Olímpicos \| Sídney \| 15.º (sf.) \| 800 m \| 2:03.27[n 1] \| \| 2000 \| Juegos Olímpicos \| Sídney \| 17.º (s.) \| 4 × 400 m \| 3:32.45 \| \| 2001 \| Campeonato del Mundo en pista cubierta \| Lisboa \| 18.º (s.) \| 800 m \| 2:08.91 \| \| 2001 \| Campeonato del Mundo \| Edmonton \| 7.º \| 800 m \| 2:00.09 \| \| 2002 \| Campeonato de Europa en pista cubierta \| Viena \| 4.º \| 800 m \| 2:01.50 \| \| 2002 \| Campeonato de Europa \| Múnich \| Medalla de plata \| 800 m \| 1:58.86 \| \| 2002 \| Campeonato de Europa \| Múnich \| 10.º (s.) \| 4 × 400 m \| 3:37.08 \| \| 2002 \| Copa del Mundo \| Madrid \| 2.º \| 800 m \| 1:59.24 \| \| 2002 \| Copa del Mundo \| Madrid \| 7.º \| 4 × 400 m \| 3:36.50 \| \| 2003 \| Campeonato del Mundo en pista cubierta \| Birmingham \| Medalla de bronce \| 800 m \| 1:59.53 \| \| 2003 \| Copa de Europa \| Florencia \| 3.º \| 800 m \| 2:01.63 \| \| 2004 \| Campeonato del Mundo en pista cubierta \| Budapest \| 4.º (sf.) \| 800 m \| 2:01.06 \| \| 2004 \| Campeonato Iberoamericano \| Huelva \| Medalla de plata \| 800 m \| 2:01.39 \| \| 2004 \| Juegos Olímpicos \| Atenas \| 23.º (sf.) \| 800 m \| 2:03.30 \| \| 2005 \| Campeonato de Europa en pista cubierta \| Madrid \| Medalla de plata \| 800 m \| 2:00.52 \| \| 2005 \| Juegos Mediterráneos \| Almería \| 4.º \| 400 m \| 53.73 \| \| 2005 \| Juegos Mediterráneos \| Almería \| Medalla de oro \| 4 × 400 m \| 3:31.45 \| \| 2005 \| Campeonato del Mundo \| Helsinki \| 5.º \| 800 m \| 1:59.99 \| \| 2006 \| Copa de Europa \| Málaga \| 3.º \| 800 m \| 2:04.16 \| \| 2006 \| Campeonato de Europa \| Gotemburgo \| 7.º \| 800 m \| 2:00.10 \| \| 2007 \| Campeonato de Europa en pista cubierta \| Birmingham \| 5.º \| 1500 m \| 4:09.18 \| \| 2007 \| Copa de Europa \| Múnich \| 4.º \| 800 m \| 2:01.22 \| \| 2007 \| Campeonato del Mundo \| Osaka \| Medalla de bronce \| 800 m \| 1:57.62 \| \| 2008 \| Campeonato del Mundo en pista cubierta \| Valencia \| 4.º \| 800 m \| 2:03.15 \| \| 2009 \| Campeonato del Mundo \| Berlín \| 7.º \| 800 m \| 1:58.81 \| \| 2010 \| Campeonato de Europa \| Barcelona \| 7.º \| 800 m \| 1:59.97 \| |
| Año | Competición | Sede | Puesto | Prueba | Marca |
| --- | --- | --- | --- | --- | --- |
| 1994 | Campeonato del Mundo Júnior | Lisboa | 11.º (sf.) | 800 m | 2:07.00 |
| 1995 | Campeonato de Europa Júnior | Nyíregyháza | 6.º | 800 m | 2:05.00 |
| 2000 | Campeonato Iberoamericano | Río de Janeiro | Medalla de plata | 800 m | 2:04.02 |
| 2000 | Juegos Olímpicos | Sídney | 15.º (sf.) | 800 m | 2:03.27 |
| 2000 | Juegos Olímpicos | Sídney | 17.º (s.) | 4 × 400 m | 3:32.45 |
| 2001 | Campeonato del Mundo en pista cubierta | Lisboa | 18.º (s.) | 800 m | 2:08.91 |
| 2001 | Campeonato del Mundo | Edmonton | 7.º | 800 m | 2:00.09 |
| 2002 | Campeonato de Europa en pista cubierta | Viena | 4.º | 800 m | 2:01.50 |
| 2002 | Campeonato de Europa | Múnich | Medalla de plata | 800 m | 1:58.86 |
| 2002 | Campeonato de Europa | Múnich | 10.º (s.) | 4 × 400 m | 3:37.08 |
| 2002 | Copa del Mundo | Madrid | 2.º | 800 m | 1:59.24 |
| 2002 | Copa del Mundo | Madrid | 7.º | 4 × 400 m | 3:36.50 |
| 2003 | Campeonato del Mundo en pista cubierta | Birmingham | Medalla de bronce | 800 m | 1:59.53 |
| 2003 | Copa de Europa | Florencia | 3.º | 800 m | 2:01.63 |
| 2004 | Campeonato del Mundo en pista cubierta | Budapest | 4.º (sf.) | 800 m | 2:01.06 |
| 2004 | Campeonato Iberoamericano | Huelva | Medalla de plata | 800 m | 2:01.39 |
| 2004 | Juegos Olímpicos | Atenas | 23.º (sf.) | 800 m | 2:03.30 |
| 2005 | Campeonato de Europa en pista cubierta | Madrid | Medalla de plata | 800 m | 2:00.52 |
| 2005 | Juegos Mediterráneos | Almería | 4.º | 400 m | 53.73 |
| 2005 | Juegos Mediterráneos | Almería | Medalla de oro | 4 × 400 m | 3:31.45 |
| 2005 | Campeonato del Mundo | Helsinki | 5.º | 800 m | 1:59.99 |
| 2006 | Copa de Europa | Málaga | 3.º | 800 m | 2:04.16 |
| 2006 | Campeonato de Europa | Gotemburgo | 7.º | 800 m | 2:00.10 |
| 2007 | Campeonato de Europa en pista cubierta | Birmingham | 5.º | 1500 m | 4:09.18 |
| 2007 | Copa de Europa | Múnich | 4.º | 800 m | 2:01.22 |
| 2007 | Campeonato del Mundo | Osaka | Medalla de bronce | 800 m | 1:57.62 |
| 2008 | Campeonato del Mundo en pista cubierta | Valencia | 4.º | 800 m | 2:03.15 |
| 2009 | Campeonato del Mundo | Berlín | 7.º | 800 m | 1:58.81 |
| 2010 | Campeonato de Europa | Barcelona | 7.º | 800 m | 1:59.97 |

1. ↑  1:59.60  en series

## Marcas personales
- 400 metros - 53,67 (Valladolid, 1 de mayo de 2003)
- 800 metros - 1:57,62 (Osaka, 28 Ago 2007)
- 800 metros (pc) - 1:59,52 (Gante, 8 Feb 2004)
- 1.000 metros - 2:33,06 (Huelva, 13 Sep 2007)
- 1.000 metros (pc) - 2:38,80 (Madrid, 28 Feb 2005)
- 1.500 metros - 4:05,05 (Rieti, 28 Ago 2005)

## Condecoraciones
| Distinción                                                      | Año  |
| --------------------------------------------------------------- | ---- |
| Medalla de Plata - Real Orden del Mérito Deportivo              | 2008 |
| Galardón                                                        | Año  |
| Premio Nacional del Deporte «Mejor deportista española del año» | 2007 |